# Krutyj Jar (obwód chersoński)
Krutyj Jar (ukr. Крутий Яр) – wieś na południu Ukrainy, w obwodzie chersońskim, w rejonie biłozerskim. Miejscowość liczy 201 mieszkańców.